# Statief

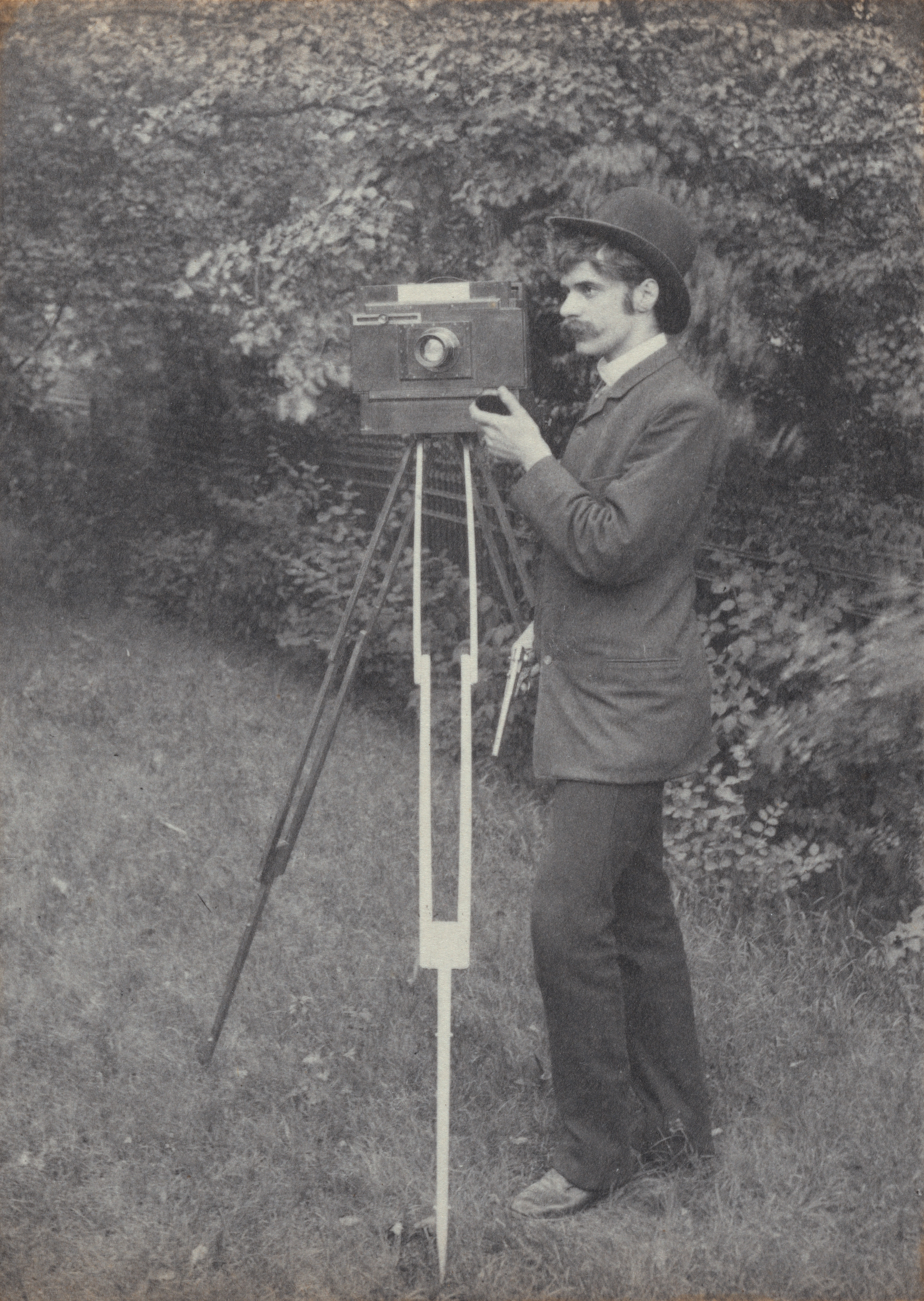
Alfred Stieglitz met fotocamera op statief (1886)

Een statief is een voorwerp dat kan worden gebruikt om een instrument op een bepaalde hoogte boven een vast vlak te monteren. Zo kan een klein statief worden gebruikt om een fotocamera bijvoorbeeld 20 cm boven een tafel te zetten, en een groot statief om een telescoop een meter of meer boven de grond te zetten. In een chemisch laboratorium gebruikt men statieven om opstellingen van glaswerk stabiel samen te bouwen.
Een veelvoorkomende vorm van statief is de driepoot: een voetstuk met drie telescopisch uitschuifbare poten van gelijke lengte, uitklapbaar tot een bepaalde hoek. Men kan met zo'n statief een stabiel vlak creëren doordat de drie poten relatief ver uit elkaar staan en het te dragen instrument netjes boven het midden wordt geplaatst.

## Laboratoriumstatief
Een laboratoriumstatief bestaat uit een vlakke plaat met daarop aan één zijde een lange (bijvoorbeeld ca. 1 meter), metalen staaf. Aan de metalen staaf kunnen één of meerdere statiefklemmen worden gemonteerd die kunnen worden gebruikt om instrumenten op hun plaats te houden. Bij deze vorm van statief is de situatie niet automatisch stabiel en moet men rekening houden met de plaatsing van het zwaartepunt van de instrumenten.